# X-Men
X-Men – grupa fikcyjnych postaci (superbohaterów) znana z komiksów wydawanych przez Marvel Comics. Zostali stworzeni przez Stana Lee i Jacka Kirby’ego. Zadebiutowali w X-Men vol. 1 #1 we wrześniu 1963. Z biegiem lat zaczęły pojawiać się komiksy z X w nazwie, seriale animowane oraz filmy fabularne.

## O komiksie
Komiks X-Men został wymyślony przez Stana Lee w 1963. Wtedy w składzie X-Men (trenujących i mieszkających w Instytucie Xaviera) znalazły się postacie: Cyclops, Bestia, Marvel Girl (później Feniks), Iceman i Anioł. W 49. numerze pojawiła się Polaris, a w 54. – Havoc, brat Cyclopsa. Po 66. numerze seria została zawieszona.
W latach 1970–1975 wskrzeszono ją w postaci przedruków starych zeszytów. Ich popularność była na tyle duża, że zdecydowano się na kontynuację. W Giant-Size X-Men #1 Profesor Xavier rekrutuje grupę nowych mutantów, aby uratowali oryginalnych X-Men uwięzionych przez żyjącą wyspę Krakoę. W jej skład wchodzą: Storm, Wolverine, Colossus, Nightcrawler, Sunfire, Thunderbird i Banshee. W pierwszym numerze nowej serii – #94 grupę opuszczają Sunfire i oryginalni X-Men z wyjątkiem Cyclopsa. W późniejszych przygodach prawdziwa Jean Grey została zastąpiona kosmiczną istotą zwaną Phoenix.
W X-Men wystąpili także m.in. Rogue, Shadowcat, Gambit, Jubilee, Dazzler, Bishop, Cable, Cannonball, Psylocke, Emma Frost, Longshot, X-23 i Northstar. Komiks współtworzyli m.in.: Stan Lee, Chris Claremont, John Byrne, Scott Lobdell, Jim Lee i Fabian Nicieza.

## Mutanci

### Profesor X
- Prawdziwe nazwisko: Charles Francis Xavier
- Inne pseudonimy: Prisoner M-13, Warlord, Onslaught, Consort-Royal, Founder, X, Entity
- Zdolności: Jest najpotężniejszym telepatą na Ziemi. Posiada szeroki wachlarz mocy psionicznych m.in. jest w stanie czytać w myślach, kasować wspomnienia, kontrolować umysły innych. Jest niepełnosprawny – porusza się na wózku inwalidzkim. Jest założycielem Instytutu Xaviera. Po wydarzeniach M-Day Charles ponownie może chodzić.
- Opis: Przyrodni brat Caina Marko (Juggernaut) i ojciec Davida Charlesa Hallera (Legion).
- Powiązanie z grupami: X-Men, Illuminati, Generation X, New Mutants, Starjammers, Cadre K

## X-Men

### Cyclops
- Prawdziwe nazwisko: Scott Summers
- Inne pseudonimy: Erick the Red, Slym Dayspring
- Zdolności: Absorbuje otaczającą go energię (np. światło słoneczne, elektryczność) w celu wytworzenia wiązki promieni laserowych o niszczącej mocy, którą wystrzeliwuje z oczu. By móc kontrolować swoją moc, musi nosić specjalny kwarcowy wizjer.
- Opis: Brat Havoka i Vulcana. Dwukrotnie żonaty (Madelyne Pryor, Jean Grey). Ojciec Cable'a.
- Powiązanie z grupami: X-Men, X-Factor, X-Terminators, Weapon X

### Marvel Girl
- Prawdziwe nazwisko: Jean Grey-Summers
- Inne pseudonimy: Redd Dayspring, Phoenix, Dark Phoenix
- Zdolności: Jean posiada szeroki wachlarz mocy telepatycznych i telekinetycznych. Potrafi m.in. czytać oraz przechowywać (i wysyłać własne) myśli oraz manipulować ludzkim ciałem poprzez umysł. Dzięki telekinetycznym zdolnościom może lewitować oraz unosić inne przedmioty oraz siebie. Jej moce pozwalają jej także generować fale wstrząsowe i różnego rodzaju osłony.
- Powiązanie z grupami: X-Men, X-Factor, X-Terminators, The Twelve

### Beast
- Prawdziwe nazwisko: Henry Philip McCoy
- Inne pseudonimy: Kreature, Mutate #666, Requiem
- Zdolności: Beast w swej pokrytej futrem formie posiada wyjątkowo duże stopy i dłonie z palcami zakończonymi ostrymi pazurami. Posiada także nadludzką siłę, zręczność, wytrzymałość, szybkość oraz niezwykłą inteligencję (jest naukowcem). Do mutagenicznych mocy Beasta zalicza się także wyczulone zmysły, „kocią” noktowizję oraz ograniczone zdolności samoleczenia.
- Powiązanie z grupami: X-Men, X-Factor, Avengers, Defenders, Rejects, The Brotherhood Of Evil Mutants

### Angel/Archangel
- Prawdziwe nazwisko: Warren Kenneth Worthington III
- Inne pseudonimy: The Avenging Angel, Death, Dark Angel
- Zdolności: Posiada skrzydła o rozpiętości prawie pięciu metrów. Mutagenicznie poprawiona fizjologia daje Warrenowi ponadprzeciętną siłę, zwinność, wzrok, zręczność, prędkość oraz wytrzymałość. Jego ciało jest w pełni przystosowane do lotu. Na przykład jego kości są pneumatyczne (czyli wypełnione powietrzem), ciało praktycznie pozbawione tłuszczu, a tkanka mięśniowa nadzwyczajnie rozwinięta. Poprzez badania genetyczne Apocalypse jego skóra przybrała niebieski kolor (pozwalając maskować się w cieniu w tym okresie nosił nazwę Dark Angel), a normalne skrzydła zastąpiły biometaliczne (możliwość strzelania piórami ze środkiem obezwładniającym). Z biegiem czasu jednak opierzone skrzydła wyrosły ponownie, rozkruszając metalowe. Modyfikacje Apocalypse umożliwiły także Warrenowi lot na dłuższe dystanse bez robienia przerw.
- Powiązanie z grupami: X-Men, Champions, Defenders, X-Factor, X-Terminators, Horse of Apocalypse

### Iceman
- Prawdziwe nazwisko: Robert Louis „Bobby” Drake
- Inne pseudonimy: Bobby Parker, Drake Roberts, Rampage
- Zdolności: Kontroluje lód (przemiana ciała w lód, tworzenie lodowych formacji z wilgoci w powietrzu).
- Powiązanie z grupami: X-Men, Champions, Defenders, X-Factor, X-Terminators, The Twelve

## Druga generacja X-Men
Oryginalna seria odniosła sukces, więc autorzy postanowili nieco zmienić założenia i rozwinąć zespół. Wydanie specjalne „Giant Size X-Men #1” żegnało większość oryginalnego zespołu (oprócz Cyklopa) i wprowadzało nowych bohaterów.

### Wolverine
- Prawdziwe nazwisko: James Howlett
- Inne pseudonimy: Lucky Jim, Mutant Zero, Logan, Weapon X, Death, Patch
- Zdolności: Posiada wysuwane z każdej dłoni trzy kostne szpony. Potrafi sam się leczyć (tzw. „czynnik leczący” – healing factor), co pozwoliło na pokrycie szkieletu (łącznie ze szponami) najtwardszym znanym stopem metalu – adamantium. Ma wyostrzone zmysły (wzrok, słuch i węch) oraz odporność na alkohol i trucizny.
- Powiązanie z grupami: New Avengers, X-Men, CIA, Weapon X, Alpha Flight, Secret Defenders

### Storm
- Prawdziwe nazwisko: Ororo Munroe
- Inne pseudonimy: Królowa Ororo, Beautiful Windrider, Mutate #020, White Queen, Weather Witch
- Zdolności: Kontroluje warunki atmosferyczne (pogodę) i szybuje na wytworzonym przez siebie wietrze.
- Opis: Kenijko-Amerykanka, niebieskie oczy (gdy zmienia pogodę – białe).
- Powiązanie z grupami: X-Men, Weapon X, Fantastic Four, X-Treme

### Colossus
- Prawdziwe nazwisko: Piotr „Peter” Nikołajewicz Rasputin (ang. transkrypcja: Piotr Nikolaievitch Rasputin)
- Inne pseudonimy: Rasputin, Peter Nicholas, The Proletarian
- Zdolności: Zmienia skórę w organiczną stal i ma ogromną siłę.
- Opis: Rosjanin o łagodnym usposobieniu i duszy artysty, jego sympatią jest Shadowcat.
- Powiązanie z grupami: X-Men, Excalibur, Acolytes, Weapon X

### Nightcrawler
- Prawdziwe nazwisko: Kurt Wagner
- Zdolności: Potrafi stosować teleportację i przyczepiać się do ścian. Ma akrobatyczną zwinność, ogon, ciemne futro na całym ciele oraz żółte oczy.
- Opis: Przy teleportacji zostawia siarczany dym i dźwięk „Bamf!”, a mimo diabelskiego wyglądu został księdzem, choć miał już córkę Nocturne, która należy do Nowych Mutantów i angielskiej grupy Excalibur, w dalszych komiksach traci życie ratując Hope Summers. Jest synem Mystique i Azazela. Przyrodni brat Graydona Creeda, Rogue, Stefana Szardosa, Jimaine Szardos/Amandy Sefton, Abyssa i Kiwi Blacka.
- Powiązanie z grupami: X-Men, wcześniej Excalibur, N-Men

### Banshee
- Prawdziwe nazwisko: Sean Cassidy
- Zdolności: Posługuje się hipersonicznym krzykiem i potrafi latać.
- Opis: Były policjant i członek Interpolu. Ma córkę Theresę (Siryn).
- Powiązanie z grupami: Generation X, X-Men, Muir Islanders, Interpol, Factor Three, X-Corps

### Thunderbird
- Prawdziwe nazwisko: John Proudstar
- Inne pseudonimy: Buster, Fella, Johnny, Mister, T-Bird
- Zdolności: Cechuje się dużą siłą i wytrzymałością, dzięki zagęszczonej tkance mięśniowej. Ma intuicyjne umiejętności tropienia i polowania.
- Opis: Indianin, który zginął w akcji krótko po pojawieniu się.
- Powiązanie z grupami: US Marine Corps, X-Men

## Inni X-Men
Skład X-Men zmieniał się w czasie, różne postacie pojawiały się na krócej lub dłużej. Wśród najistotniejszych wymienić należy:

### Havok
- Prawdziwe nazwisko: Alex Summers
- Inne pseudonimy: Magistrate Summers, Goblin Prince, Mutant X
- Zdolności: Potrafi strzelać promieniami plazmy.
- Opis: Brat Cyclopsa i Vulcana. Havok i Cyclops są wzajemnie niewrażliwi na działanie swoich mocy.
- Powiązanie z grupami: X-Men, X-Factor, Dark Descendants, Starjammers, Genoshan Magistrates, Brotherhood of Mutants I, The Six

### Polaris
- Prawdziwe nazwisko: Lorna Dane
- Inne pseudonimy: M-2, Magnetrix, Malice, Polarity, Queen of Mutants
- Zdolności: Kontroluje pole magnetyczne, co umożliwia jej manipulację wszelkimi metalowymi przedmiotami.
- Opis: Przyrodnia siostra Quicksilvera i Scarlet Witch (córka Magneto).
- Powiązanie z grupami: Starjammers, X-Men, X-Factor, The Twelve, Acolytes, rząd Genoshy, Marauders

### Rogue
- Prawdziwe nazwisko: Anna Marie D’Acanto
- Inne pseudonimy: Rogue Lehnsherr, Mr. Kellogg, Miss Smith, Marie, Ms. Marvel, Mutate #9602, Anna Raven
- Zdolności: Potrafi przejmować energię życiową i wspomnienia ludzi, a w przypadku mutantów również mocy. Po trwałym wchłonięciu mocy Miss Marvel również cechuje się super siłą, zdolnością latania i wytrzymałością.
- Opis: Uniemożliwiony kontakt fizyczny z ludźmi jest dla niej prawdziwą zmorą. Stopniowo nauczyła się panować nad swoimi zdolnościami. Była w związku z Gambitem. Raven i Irene Adler to jej rodzice adopcyjni. Jest przybraną siostrą Nightcrawlera i Greydona Creeda.
- Powiązanie z grupami: X-Men

### Shadowcat
- Prawdziwe nazwisko: Katherine „Kitty” Pryde
- Inne pseudonimy: Ariel, Sprite
- Zdolności: Potrafi przenikać przez ciała stałe, a gdy to robi przez elektronikę powoduje zwarcia- ta moc to tzw. fazowanie. Dzięki niematerialności potrafi oprzeć się grawitacji co pozwala jej swobodnie chodzić zarówno po tafli wody jak i w powietrzu. W stanie niematerialnym jej umysł jest niedostępny dla telepatów np. nie można czytać jej myśli. Ponadto będąc w cieniu staje się niewidoczna co stanowi jej kamuflaż.
- Opis: ambitna, inteligentna nastolatka, po dołączeniu do X-Men nauczyła się pewności siebie. Ukochana Colossusa, opiekuje się smokiem imieniem Lockheed pochodzącym z innej planety. W komiksie Wolverine i Storm traktowali ją jak córkę, była też najlepszą przyjaciółką Iliany Rasputin i Nightcrawlera. Jest Żydówką.
- Powiązanie z grupami: X-Men, Excalibur, S.H.I.E.L.D.

### Gambit
- Prawdziwe nazwisko: Remy LeBeau
- Inne pseudonimy: Le Diable Blanc, Robert Lord, Dirge, Death
- Zdolności: Ładuje drobne przedmioty (zwykle karty do gry, kamyki itp.) energią kinetyczną. Tak naładowany przedmiot przy zderzeniu z innym wybucha.
- Opis: Były włamywacz, członek gildii złodziei. Był żonaty z Bellą Donną Boudreaux (Belladonna) i w związku z Rogue.
- Powiązanie z grupami: Marauders, X-Men, X-Treme Sanctions Executive (X.S.E.), Klan Złodziei w Nowym Orleanie

### Psylocke
- Prawdziwe nazwisko: Elizabeth „Betsy” Braddock
- Inne pseudonimy: Lady Mandarin, Kwannon, Captain Britain
- Zdolności: Ma zdolności telepatyczne, możliwość skoncentrowania energii psionicznej w sztylet psioniczny, którym uderzając w głowę przeciwnika pozbawia go przytomności.
- Opis: piękna Angielka w ciele Japonki o fioletowych włosach. W ciągu swej kariery w X-Men przechodzi wiele przeobrażeń w sferze wyglądu, psychiki, zachowania oraz używanych mocy. Ma brata bliźniaka Briana (Captain Britain).
- Powiązanie z grupami: Exiles, X-Men, S.T.R.I.K.E. (brytyjski odpowiednik S.H.I.E.L.D.), RCX, The Hand, X-Men, Crimson Pirates, Hellfire Club, Undercloaks, Excalibur

### Darwin
- Prawdziwe nazwisko: Armando Muñoz
- Inne pseudonimy: Evolving Boy
- Zdolności: Jego mocą jest dostosowywanie swojego ciała do danej sytuacji (np. kiedy zanurzy się w wodzie, rosną mu skrzela).
- Powiązanie z grupami: X-Men

### Blink
- Prawdziwe nazwisko: Clarice Ferguson

- Zdolności: Stosuje teleportację poprzez portal, która przenosi lub roznosi na części teleportowaną osobę.
- Opis: Uważa Victora Creeda za dobrego człowieka, a on traktuje ją jak siostrę.
- Powiązanie z grupami: Generation X, Inner Circle, New Mutants, X-Men

### Warpath
- Prawdziwe nazwisko: James Proudstar
- Inne pseudonimy: Thunderbird II, Proudstar, Running Sun
- Zdolności: Cechuje się nadludzką siłą, szybkością, zwinnością i odpornością. Przebija się z łatwością przez twarde powierzchnie (np. beton, cegła). Rozwija prędkość do 200 km/h i lata z prędkością, której maksymalna wartość jest nieznana. Ma wyostrzony wzrok, węch i słuch.
- Poprzednie pseudonimy: Thunderbird, Running Sun
- Opis: Brat Thunderbirda (John Proudstar).
- Powiązanie z grupami: X-Men, X-Force, Hellions, New Mutants, X-Corp

### Ink
- Prawdziwe nazwisko: Eric Gitter
- Zdolności: Zdolności bierze ze swoich tatuaży (np. bio-hazard na dłoni daje możliwość ataku toksykologicznego), które robi mu tatuażysta-mutant (jego zdolność to tworzenie tatuaży dających moce). Ink wraz z nowymi tatuażami zyskuje nowe zdolności.
- Powiązanie z grupami: X-Men, Young X-Men

### Jubilee/Wondra
- Prawdziwe nazwisko: Jubilation Lee
- Inne pseudonimy:
- Zdolności: Potrafi tworzyć i wchłaniać eksplozje plazmatyczne jako kolorowe fajerwerki. Ich siła zależy od stanu emocjonalnego Jubilee (im bardziej zdenerwowana, smutna tym silniejsze). Gdy utraciła moc dostała kombinezon i rękawice z tą mocą oraz rozpylacz cząsteczek Pyma”[2].
- Powiązanie z grupami: New Warriors, X-Men, Generation X, X-Corps

### Cable
- Prawdziwe nazwisko: Nathan Christopher Charles Summers Daysp
- Inne pseudonimy: Askani'Son, Chosen One, Nathan Winters
- Zdolności: Telepata posługujący się też psychokinezą. Ma też uśpioną moc umożliwiającą podróże w czasie. Z powodu zarażenia wirusem ma bioniczne oko i lewą rękę, które podwyższają jego siłę pozwalają na np. widzenie w podczerwieni[3].
- Opis: Przybrany syn Jean Grey-Summers i brat Rachel Summers (Phoenix). Jego żoną jest Aliya Dayspring (Jenskot).
- Powiązanie z grupami: Underground, X-Men, The Twelve, X-Force, New Mutants, Six Pack, Wild Pack, Clan Rebellion, Askani

### Bishop
- Prawdziwe nazwisko: Lucas Bishop
- Zdolności: Absorbuje różne rodzaje energii i emituje je z rąk. Energia zwiększa jego siłę i odporności na obrażenia fizyczne.
- Powiązanie z grupami: X-Men, X-Treme Sanctions Executive, X.S.E, Omega Squad, Team X, X-Faces, The Twelve, Initiative, Xavier Security Enforcers, O*N*E

### Kid Omega
- Prawdziwe nazwisko: Quintavius Quirinius Quire
- Inne pseudonimy: Quentin Quire, Kid Phoenix
- Zdolności: Jest telepatą i bardzo szybko myśli. Kontroluje umysły innych. Jest odporny na sondy mentalne i wszelkie ataki psioniczne.
- Powiązanie z grupami: Hellfire Academy, Jean Grey School, Omega Gang, X-Men, Xavier Institute

### Glob Herman
- Prawdziwe nazwisko: Robert Herman
- Zdolności: Jego szkielet i organy wewnętrzne unoszą się w bio-parafinie, co daje mu podwyższoną siłę i odporność na obrażenia.
- Powiązanie z grupami: Hellfire Academy, Hellions, Jean Grey School, Omega Gang, X-Men, Xavier Institute

### Dazzler
- Prawdziwe nazwisko: Alison Blaire
- Inne pseudonimy: Lightengale, Sandy Blossom
- Zdolności: Potrafi przetwarzać fale dźwiękowe w światło i tworzyć m.in. materialne hologramy, promienie lasera, pola siłowe.
- Opis: Żona Longshota i przyrodnia siostra Lois London.
- Powiązanie z grupami: Excalibur, X-Men, Gladiators, rebelianci Mojoświata

### Forge
- Zdolności: Posiada nadludzki talent do tworzenia maszyn i urządzeń. Ma też zdolności magiczne.
- Opis: Ma bioniczną prawą nogę i prawą dłoń. Indianin z plemienia Czejenów.
- Powiązanie z grupami: X-Men, X-Factor

### Vulcan
- Prawdziwe nazwisko: Gabriel Summers
- Inne pseudonimy: Kid Vulcan, Emperor Vulcan
- Zdolności: Absorbuje różne rodzaje energii i promieniowania oraz potem je różnorodnie wydzielać nawet zmieniając w inne. Potrafi latać z prędkością światła. Może poruszać się w kosmosie, bo oddycha też w próżni, dzięki posiadaniu powłoki energetycznej. Wspomaga ona też jego regenerację. Wytwarza też bariery zakłócające moce innych mutantów. Ogranicza go zmęczenie fizyczne po długotrwałym absorbowaniu energii.
- Opis: Syntetyczne lewe oko, które świeci w czasie używania mocy oraz zniekształcona prawa strona twarzy po pojedynku z Gladiatorem. Brat Cyclopsa i Havoka. Mąż Cal'syee Neramani (Deathbird).
- Powiązanie z grupami: X-Men, Imperium Shi'ar

Przez zespół przewijało się też wiele innych postaci, które w różnych adaptacjach odgrywały mniejsze lub większe role. Zdarzało się, że w szeregi X-Men wstępowali dawni wrogowie, jak Magneto, Juggernaut, czy White Queen.

## Inni

### Sunfire
- Prawdziwe nazwisko: Shiro Yoshida
- Zdolności: Absorbuje światło i emituje energię, generując ogień i plazmę. Jest odporny na radiację i potrafi latać.
- Opis: Japończyk, który szybko odchodzi od X-Menów. Ma siostrę Mariko o podobnych zdolnościach.
- Powiązanie z grupami: S.H.I.E.L.D., Project: Genesis, Departament H, Alpha Flight, X-Men, X-Corp, Big Hero 6, Beta Flight, The Twelve, Unknown Champions

### Siryn
- Prawdziwe nazwisko: Theresa Maeve Rourke Cassidy
- Zdolności: Posługuje się hipersonicznym krzykiem i potrafi latać.
- Opis: Córka Banshee.
- Powiązanie z grupami: Fallen Angels, X-Force, X-Corps, X-Factor, X-Corporation

### Sunspot
- Prawdziwe nazwisko: Roberto DaCosta
- Inne pseudonimy: Reignfire, Shadowskin, Black Rook, Black King, Lord Imperial
- Zdolności: Absorbuje energie słoneczną, co daje mu m.in. nadludzką siłę.
- Powiązanie z grupami: X-Force, New Mutants, X-Corp, Mutant Liberation Front, Gladiators, Fallen Angels, Bratpack, X-Ternals

### Lady Deathstrike
- Prawdziwe nazwisko: Yuriko Oyama
- Zdolności: Posiada cybernetyczne elementy w ciele, które zwiększają jej siłę, zwinność i wytrzymałość oraz ma wysuwane szpony z adamantium.
- Opis: „Ojciec Yuriko, Lord Darkwind, wynalazł proces łączenia adamantium z kośćmi. Wolverine po przejściu tego procesu stał się obiektem zemsty Deathstrike (oraz powodem otrzymania wszczepów), który według niej miał wykraść tajniki procesu oraz niezniszczalny metal.”[4]
- Powiązanie z grupami: Reavers

### Riptide
- Prawdziwe nazwisko: Janos Questad
- Zdolności: Potrafi obracać się z nadludzką szybkością i tworzyć wokół siebie miniaturowe tornado. Produkuje też wapienne pociski w kształcie ostrzy, które wyrzuca z ogromną prędkością.
- Opis: Zginął w czasie „Masakry Mutantów”, ale Mr. Sinister ożywił go dzięki klonowaniu.
- Powiązanie z grupami: Acolytes, Marauders

### Quicksilver
- Prawdziwe nazwisko: Pietro Maximoff, Pietro Lehnsherr
- Zdolności: Porusza się z nadludzką szybkością. Ma nadludzki refleks, zmysły i wytrzymałość. „Jego ciało jest odporne na tarcie powietrza wywołane podczas podróży z wysoką prędkością. Po wystawieniu się na działanie mgieł terrigenowych i powiązaniu swojego ciała z kryształami Inhumans, Pietro mógł skakać do przodu w czasie tworząc wiele kopii samego siebie oraz przywracać zdolności mutantom”[5].
- Opis: Syn Magneto, brat Scarlet Witch i przyrodni brat Lorny Dane (Polaris).
- Powiązania z grupami: Brotherhood of Evil Mutants, S.H.I.E.L.D., Ultimates, Avengers

### Azazel
- Inne pseudonimy: Semihazah, Duma, Keriel, Mastema, Beliar, Gadreel, Beelzebub, Satan
- Zdolności: Azazel, podobnie jak Nightcrawler, posiada zdolność teleportacji. W przeciwieństwie do Kurta, władca Neyaphem może przenosić się na bardzo duże odległości, nie tracąc przy tym siły. Prawdopodobnie nie istnieją limity dla jego specjalnych zdolności. Azazel może bez trudu przenosić ze sobą wielu towarzyszy. Ta zdolność czyni go o wiele potężniejszym teleporterem od Wagnera, który potrafi przenosić się tylko w ziemskiej przestrzeni i to na ograniczone odległości.

Czynnik mutagenny wpłynął także na wygląd fizyczny Azazela – jest wysokim, barczystym mężczyzną o ognistoczerwonej skórze. Czarne włosy, szpiczaste uszy i chwytny ogon nadają mu wygląd typowego „diabła”. Podczas pobytu na Ziemi, ojciec Kurta wykazuje pewne zdolności do zmiany wyglądu, choć ich rzeczywisty zakres nie jest znany.
Jest także biegły w różnych dziedzinach szeroko pojętej magii. Potrafi wpłynąć na myśli innych ludzi, a nawet całkowicie przejąć kontrolę nad ich umysłami. Jest też w stanie wytworzyć strumienie paraliżującej energii. Azazel posiada potężny czynnik regeneracyjny, który potrafi – w ciągu kilku minut – wyleczyć nawet takie obrażenia, które mogłyby być śmiertelne. Przez tę zdolność oraz spowolniony proces starzenia, powszechnie przyjmuje się, że ten mutant jest nieśmiertelny. Jest świetnym szermierzem, który w walce kieruje się swoistym kodeksem honorowym.”
- Opis: Może być na Ziemi przez określoną ilość czasu. Cechuje go też brak odporności na krew „aniołopodobnych” mutantów. Ojciec Nightcrawlera, Abyssa i Kiwi Blacka.

### Callisto
- Prawdziwe nazwisko: Alexandra Gabler
- Inne pseudonimy: Cally
- Zdolności: Ma nadludzką siłę, zwinność, refleks i zmysły, ale też ograniczoną zdolność regeneracji. Jej ręce Masque zmieniła na kilka zwinnych macek.
- Powiązanie z grupami: Drain Dwellers, Excalibur, Gene Nation, Morlocks, Muir Islanders, The Arena, X-Cell

### Multiple Man/Mardox
- Prawdziwe nazwisko: James Arthur Madrox
- Zdolności: Tworzy własne duplikaty.
- Powiązanie z grupami: Fallen Angels, Muir Islanders, X-Factor, X-Corps, X-Corporation, Brotherhood of Mutants

### Leech
- Zdolności: Generuje pole negujące wszelkie moce.
- Powiązanie z grupami: Drain Dwellers, Morlocki, X-Factor, X-Terminators, Generation X, Daydreamers

### Phat
- Prawdziwe nazwisko: William Robert Reilly
- Zdolności: Potrafi rozciągać i zwiększać tkankę tłuszczową zwiększając swoje rozmiary.
- Powiązanie z grupami: X-Force, X-Statix

### Arclight
- Prawdziwe nazwisko: Philippa Sontag
- Zdolności: Ma nadludzką siłę, wytrzymałość i refleks. Potrafi generować energie sejsmiczne, które uwalnia rękami.
- Powiązanie z grupami: Acolytes, Femizons, Marauders, The 198

### Artie
- Prawdziwe nazwisko: Arthur Maddicks
- Zdolności: Telepata, który może tworzyć holograficzne obrazy myśli i wspomnień jego lub innych. Po utracie mocy otrzymał hełm tworzący holograficzne obrazy jego myśli.
- Powiązanie z grupami: Daydreamers, Future Fundation, Generation X, Morlocks, X-Factor, X-Terminators

### Bolt
- Prawdziwe nazwisko: Christopher Bradley
- Inne pseudonimy: Chris, Brian Johnson, Maverick
- Zdolności: Potrafi absorbować otaczające go ładunki statyczne i emitować je jako wyładowania elektrostatyczne.
- Powiązanie z grupami: Gene Nation, New Warriors, Underground

### Deadpool
- Prawdziwe nazwisko: Wade Winston Wilson
- Inne pseudonimy: Merc with a Mouth, Weapon XI, Regenerating Degenerate
- Zdolności: Dzięki naukowcom z Weapon X ma sztucznie ulepszoną siłę, szybkość, wytrzymałość i refleks. Dodano mu sztuczny czynnik regenerujący (od Wolverine’a). To świetnie wyszkolony żołnierz, mistrz walki wręcz[7].
- Wyposażenie: Używa broni palnej i jednej katany (lub dwóch) oraz różnej innej broni zależnie od misji.
- Opis: Nie jest mutantem. Stworzyli go naukowcy z Programu Weapon X.
- Powiązanie z grupami: X-Force, Mercs for Money, Deadpool Corps, Uncanny Avengers, Uncanny X-Force, Program Weapon X, Thunderbolts, Heroes for Hire.

### Viper
- Prawdziwe nazwisko: Ophelia Sarkissian
- Inne pseudonimy: Meriem Drew, Leona Hiss, Madame Hydra, Mrs. Smith, Supreme Hydra, Warrior White Princess
- Zdolności: Ma sztucznie wszczepione zęby jadowe oraz jest odporna na trucizny. Cechuje się świetną siłą, szybkością, zwinnością i zmysłem równowagi. Wyszkolona jest w sztukach walki, szpiegostwie, broni białej i palnej. Dzięki umowie z demonem Chtonem ma spowolniony proces starzenia[8].
- Opis: Była żoną Wolverine’a i jest domniemaną matką Spider-Woman.
- Powiązanie z grupami: AIM, Fangs, HAMMER, Hand, Hellfire Club, HYDRA, HYDRA High Council, Inner Circle, Save Our Society, Secret Empire, Serpent Society, Serpent Squad, Snake Men, Sweat Shop, Weaponneers of Al-Khad

## Wrogowie

### Magneto
- Prawdziwe nazwisko: Max Eisenhardt[9], w wersjach filmowych i niektórych komiksach jako Erik Lensherr[10]
- Inne pseudonimy: Grey King, White King, Michael Xavier, Erik the Red
- Zdolności: Kontroluje pole magnetyczne, co pozwala mu np. na kontrolę metalowych przedmiotów, modyfikowanie ich i latanie. Bardziej niż inni mutanci odporny na ataki psioniczne.
- Opis: Z pochodzenia jest niemieckim Żydem, który przeżył Holocaust[9]. To przyjaciel i zarazem wróg Xaviera (często pogrywają w szachy). Opowiada się za walką mutantów o dominację nad ludźmi. Ojciec Pietra Maximoffa (Quicksilver), Wandy Maximoff (Scarlet Witch) i Lorny Dane (Polaris).
- Powiązanie z grupami: Brotherhood of Evil Mutants, Hellfire Club Nowy Jork, New Mutants

### Mystique
- Prawdziwe nazwisko: Raven Darkholme
- Inne pseudonimy: Foxx, Mr. Raven, Leni Zauber, Amichai Benvenisti, Valerie Cooper, Mallory Brickman, B. Byron Biggs, Ronnie Lake, Holt Adler, Surge, Raven Wagne
- Zdolności: Potrafi zmieniać ciało, ubiór i głos oraz przekształcać się w dowolną osobę. Ma spowolniony proces starzenia.
- Opis: Tajemnicza, mordercza, ambitna mutantka. W filmach jest naga, ma niebieskie łuski okrywające niebieskie ciało, czerwone włosy zaczesane do tyłu i „kocie” oczy. By ją rozpoznać, trzeba wypatrywać przebłysku żółtych tęczówek w oczach. Jak się pojawi przebłysk, to znaczy, że to ona. W komiksie ma biały strój z motywami czaszek, czasami czarny dwuczęściowy z kurtką oraz rozpuszczone włosy. Jest biseksualna. Matka Kurta Wagnera (Nightcrawler), Graydona Creeda i przybrana matka Rogue. Była żoną hrabiego Christiana Wagnera, potem partnerką Destiny.
- Powiązanie z grupami: Brotherhood of Mutants II, X-Factor, Freedom Force

### Juggernaut
- Prawdziwe nazwisko: Cain Marko
- Zdolności: Magiczny Klejnot Cyttorak daje mu niezwykłą siłę, odporność na obrażenia, uniezależnia go od tlenu, pożywienia i wody. Posiada bardzo wytrzymały strój i kask chroniący przed uszkodzeniem głowy i telepatią. Przyrodni brat Xaviera.
- Opis: Przyrodni brat Charlesa Xaviera (Profesor X).
- Powiązanie z grupami: New Excalibur, X-Men, Black Toma Cassidy, Exiles (Ultraverse)

### Pyro
- Prawdziwe nazwisko: St. John Allerdyce
- Zdolności: Kontroluje ogień, nie potrafi go stworzyć, ale nawet małą iskrę może zmienić w płomień i w pełni kontrolować jego zachowanie. Sam jest odporny na ogień.
- Opis: nieczuły, ambitny, żartobliwy Australijczyk.
- Powiązanie z grupami: Freedom Force, Brotherhood of Evil Mutants, Strikeforce

### Apocalypse
- Prawdziwe nazwisko: En Sabah Nur
- Inne pseudonimy: The High Lord, Set, Huitzilopochtli, Sauru
- Zdolności: Ma umiejętność kontrolowania każdej komórki swojego ciała, co np. umożliwia mu zmienianie kształtów i rozmiarów. Posiada też umiejętności lewitacji, teleportacji, niezniszczalności, niezwykłą siłę oraz zdolność emitowania plazmy z rąk.
- Opis: Żył w dawnych czasach. Jako niewolnik po zabiciu swojego pana odkrył u siebie moce. Postępuje w myśl zasady, że przetrwać mogą jedynie najsilniejsi.
- Powiązanie z grupami: Dark Riders, Jeźdźcy Apokalipsy

### Avalanche
- Prawdziwe nazwisko: Dominic Petros (w X-Men Ewolucja Lance Alvers)
- Zdolności: Ma umiejętność generowania z czubków palców energii sejsmicznej, kontroluje ziemię i potrafi ją formować.
- Opis: Przyjaciel Pyro. Skory do kłótni. W X-Men Ewolucja jest zakochany w Kitty Pryde.
- Powiązanie z grupami: Brotherhood Of Evil Mutants, Brotherhood of Mutants, Freedom Force, Project: Wideawake, X-Corps

### Scarlet Witch
- Prawdziwe nazwisko: Wanda Django Maximoff, Wanda Lehnsherr
- Inne pseudonimy: Wanda Frank, Wanda Magnus, Ana Maximoff, Gypsy Witch, The Witch
- Zdolności: Ma zdolności manipulacji energią powiązane z mistycznymi energiami Góry Wundagore pozwalające tworzyć pociski oraz pola zakłócające miejscowo rachunek prawdopodobieństwa i powodujące tym samym nieprawdopodobne wydarzenia. Potrafi także wykorzystywać swe zdolności do lewitacji, manipulacji otaczającej ją magii oraz kontroli nad siłami natury.
- Opis: Córka Magneto, siostra bliźniaczka Pietra Maximoffa (Quicksilver) i siostra przyrodnia Lorny Dane (Polaris). Żona Visiona.
- Powiązanie z grupami: Avengers, Force Works, Seven Brides of Seth, West Coast Avengers, Lady Liberators, Brotherhood of Evil Mutants

### Emma Frost
- Prawdziwe nazwisko: Emma Grace Frost „
- Zdolności: Ma zdolności telepatyczne i umiejętność przekształcania ciała w diament.
- Opis: Zakochana w Cyclopsie. Siostra Cordelii Frost i matka klonów (Kukułki Stepford).
- Powiązanie z grupami: X-Men, wcześniej Generation X, Hellions, Hellfire Club

### Sabretooth
- Prawdziwe nazwisko: Victor Creed
- Poprzednie pseudonimy: Slasher, El Tigre
- Zdolności: Podobnie jak Wolverine, posiadł adamantowy szkielet w wyniku eksperymentów w ramach programu Weapon X. Cechuje się nadludzką siłą, wyostrzonymi zmysłami, zdolnością szybszego gojenia ran i spowolnionym starzeniem się. Ma niezwykle ostre pazury.
- Opis: Potężnie zbudowany i dziki mutant. Członek projektu Weapon X. Główny przeciwnik Wolverine’a. Ma syna Graydona Creeda.
- Powiązanie z grupami: Brotherhood of Mutants, Weapon X, Hound Program, X-Factor, Marauders, C.I.A

### Blob
- Prawdziwe nazwisko: Frederick J. „Fred” Dukes
- Zdolności: Ma nadludzko otyłe ciało, które pochłania moc uderzeń, wielką siłę i wytrzymałość. Generuje własne pole grawitacyjne powodujące, że nie da się go poruszyć. Należy do mutantów, którzy zostali pozbawieni zdolności przez Scarlet Witch. Jego masa zniknęła, lecz rozciągnięta skóra pozostała i utworzyła ogromne fałdy.”[11]
- Opis: Wcześniej pracował w wędrującym cyrku.
- Powiązanie z grupami: X-Cell, X-Corps, Brotherhood of Evil Mutants I-III, Brotherhood of Evil Mutants, Factor Three, Freedom Force

### Toad
- Prawdziwe nazwisko: Mortimer Toynbee (w X-Men: Ewolucja Todd Tolanski)
- Inne pseudonimy: Mort, Stranger, Terrible Toad King
- Zdolności: Wygląd i zdolności podobne jak u ropuchy (np. długi język).
- Powiązanie z grupami: Black Womb Project, Brotherhood of Evil Mutants, Cataclysm Keys, Defenders Impersonators, Hellfire Academy, Jean Grey School, Misfits, Murder Circus, The 198, Unus Gang, X-Men

### Destiny
- Prawdziwe nazwisko: Irene Adler
- Inne pseudonimy: Crone, Madame Destiny
- Zdolności: Potrafi przewidywać przyszłość.
- Opis: Przyjaciółka Mystique, z którą była w homoseksualnym związku. Razem wychowywały Rogue.
- Powiązanie z grupami: Black Womb Project, Brotherhood of Evil Mutants, Freedom Force, HYDRA

### Tempest
- Prawdziwe nazwisko: Angel Salvatore-Bohusk
- Inne pseudonimy: Angel, Angie, MsA
- Zdolności: Ma owadzie skrzydła. Potrafi tworzyć dla siebie regeneracyjny kokon i pluć kwasopodobną substancją. Po utracie mocy używała technologii Night Trashera, by latać oraz manipulować ogniem i lodem.
- Opis: Została uratowana przez Wolverine’a z rąk U-Menów. Ma dzieci z Beakiem.
- Powiązanie z grupami: Brotherhood of Evil Mutants, Exemplars Squad, New Warriors, Special Class, Teen Brigade, Xavier Institute

Bractwo Mutantów (The Brotherhood of Mutants) formacja założona przez Magneto. Skład zmieniał się w czasie i jest zależny od adaptacji.
Powracającymi wrogami X-Menów są również: Mr. Sinister, Mojo, Hellfire Club, Reavers, The Acolytes i wielu innych.X-Men Ewolucja

## Serie komiksowe
Oryginalna seria X-Men (od 142. numeru Uncanny X-Men), ukazuje się od 1963 (wydanych zostało ponad 500 numerów). Przez lata powstawały nowe serie bezpośrednio związane z X-Menami: New Mutants, X-Men, X-Force, X-Factor i inne, razem tworząc przebogate uniwersum. W Polsce nakładem wydawnictwa TM-Semic ukazywały się wybrane numery głównie z Uncanny X-Men i X-Men (opublikowano 53 numery). Wydawnictwo Axel Springer w kolekcji Dobry Komiks publikowało Ultimate X-Men (osiem numerów, alternatywne przygody odmłodzonych i unowocześnionych bohaterów) i New X-Men (cztery numery, kontynuacja X-Men vol. 2). Po polsku ukazała się także seria Astonishing X-Men, wydawana przez Mucha Comics, oraz zbiorcze wydania starszych przygód X-Men w ramach Wielkiej Kolekcji Komiksów Marvela wydawnictwa Hachette Polska. W latach 2015–2018 wydawnictwo Egmont wydawało następujące serie: All-New X-Men, Wolverine i X-meni oraz Uncanny X-men vol. 3. Wydano równie po polsku crossover tych serii jako X-men: Bitwa atomu. Wydawnictwo Egmont opublikowało także historię X-men: Mordercza geneza oraz wybrane komiksy o Wolverinie ze scenariuszem Jasona Aarona w ramach Klasyków Marvela. Wydano również dwa tomy miniserii Wolverine: Trzy miesiące do śmierci zwieńczone historią Śmierć Wolverine'a.

## Adaptacje

### Seriale animowane
X-Meni pierwszy raz poza komiksem pojawili się gościnnie w 1966 roku w serialu animowanym The Marvel Super Heroes (opowiadającym głównie o przygodach innych superbohaterów Marvela m.in. Hulku, Thorze, Kapitanie Ameryce, Iron Manie i Sub-Marinerze), gdzie w odcinku z udziałem Sub-Marinera pt. Dr. Doom's Day ich drużyna nosiła nazwę The Allies for Peace.
Następnie pojawili się gościnnie w serialu animowanym Człowiek-Pająk i jego niezwykli przyjaciele (Spider-Man and His Amazing Friends) z lat 1981-1983 o przygodach Spider-Mana, stworzonej na potrzeby serialu superbohaterki o mocy pirokinezy – Firestar i członka X-Men – Icemana. W ósmym odcinku pierwszego sezonu (The Prison Plot) pojawili się Magneto i jego Brotherhood of Mutants. Sami X-Men pojawili się w odcinkach The Origin of Iceman, A Firestar Is Born, The X-Men Adventure i The Education of a Superhero.
Pierwsza próba niezależnej adaptacji animowanej (Pryde of the X-Men) nie odniosła sukcesu, dopiero serial produkowany przez telewizję Fox Kids – X-Men (X-Men: The Animated Series) z lat 1992-1997 dotarł do widzów na całym świecie (w tym również do Polski). Serial utrzymywał stały skład zespołu (Cyclops, Beast, Storm, Wolverine, Rogue, Gambit, Jean Grey i Jubilee), pozostałe postacie traktując jako epizodyczne. Trzecią adaptacją rysunkową była czterosezonowa seria X-Men: Ewolucja (X-Men Evolution) z lat 2000-2003, produkowana przez Warner Bros., która stawiała sobie za zadanie napisanie od zera historii X-Men, z naciskiem na odmłodzenie, przedstawiając historię grupy nastoletnich mutantów.
Najnowsza adaptacja to Wolverine and the X-Men z 2009 opisuje przygody Wolverine’a jako lidera X-Men. Początkowo do grupy należeli Bestia oraz Wolverine. Serial do teraz nie był emitowany w Polsce. Wolverine i mutanci byli również bohaterami serialu animowanego Super Hero Squad (The Super Hero Squad Show).

### Filmy kinowe
Adaptacje filmowe, produkowane przez 20th Century Fox przyniosły milionowe zyski. W kolejności powstania są to:
- X-Men (2000) – pokazuje historię luźno związaną z komiksem, raczej nastawioną na przedstawienie bohaterów widzom. X-Men występują w składzie: Cyclops, Jean Grey, Storm, do nich dołączają Wolverine i Rogue. Wiele postaci pokazanych jest jako drugoplanowe, jako uczniowie szkoły Xaviera (Iceman, Shadowcat). Prowadzone przez Magneto Bractwo to: Mystique, Sabretooth i Toad.
- X-Men 2 (2003) – przybliża przeszłość Wolverine’a, rozwijając rolę niektórych bohaterów (Iceman) i prezentując nowych (Nightcrawler, Pyro, Collosus), więcej postaci pojawia się w tle (Siryn).
- X-Men: Ostatni bastion (2006) – nawiązuje do komiksowej Sagi Mrocznej Feniks (Dark Phoenix Saga) i do znanego fanom komiksu „leku” powstrzymującego mutacje. Nowo wprowadzone postacie to między innymi Bestia, Shadowcat i Anioł po stronie X-Men oraz Juggernaut, Callisto (w zmodyfikowanej wersji) i cała rzesza mutantów po stronie Magneto. Znane z wcześniejszych części postacie pokazane są w innym świetle, rozwija się ich charakter i moce. Nasycenie emocjonalne filmu jest wyraźnie większe, podobnie jak ilość efektów specjalnych.
- X-Men Geneza: Wolverine (2009) – sięga do początków historii mutantów, przed zaistnieniem organizacji Xaviera i Magneto. Jako bohater pierwszoplanowy występuje Wolverine, w tle pojawiają się również sceny z przeszłości innych znanych z cyklu postaci (Cyclops, Blob, Sabretooth, Gambit).
- X-Men: Pierwsza klasa (2011) – prequel serii, akcja toczy się w 1962 i koncentruje się na relacjach pomiędzy młodym Profesorem X i młodym Magneto oraz pochodzeniu grupy X-Men i Bractwa Mutantów. Do tytułowej pierwszej klasy należą: Mystique, Bestia, Havok, Banshee oraz Darwin. Bohaterowie muszą zapobiec wywołaniu III Wojny Światowej przez Sebastiana Shawa i jego popleczników (Emma Frost, Azazel, Angel i Riptide).
- Wolverine (2013) – inspirowany miniserią Wolverine z 1982 stworzoną przez Franka Millera i Chrisa Claremonta. Ukazuje losy Wolverine’a po Ostatnim bastionie. Logan jedzie do Japonii by spotkać się z człowiekiem, którego uratował przed bombardowaniem w Nagasaki. Na jego drodze staną: Silver Samurai i Viper.
- X-Men: Przeszłość, która nadejdzie (2014) – połączenie dwóch serii o X-Menach. Ukazuje młodsze wersje Profesora X i Magneto w osobach Jamesa McAvoya i Michaela Fassbendera oraz starsze wersje w osobach Patricka Stewarta i Iana McKellena. Akcja filmu rozgrywa się równolegle mniej więcej 10 lat po wydarzeniach z Pierwszej klasy, oraz około 10 lat po Ostatnim bastionie.
- Deadpool (2016) – ukazuje genezę Deadpoola, byłego najemnika, który w wyniku nielegalnego eksperymentu nabywa niezwykłych mocy samouzdrawiania. Ignoruje wydarzenia przedstawione w X-Men Geneza: Wolverine. W filmie pojawiają się mutanci: Ajax, Angel Dust, Colossus i Negasonic Teenage Warhead.
- X-Men: Apocalypse (2016) – kontynuacja X-Men: Przeszłość, która nadejdzie. Akcja osadzona jest w 1983 roku, ukazuje walkę młodych X-Menów z potężnym mutantem Apocalypsem. Ukazuje po raz pierwszy młode wersje: Nightcrawlera, Jean Grey, Cyclopsa, Storm, Jubilee i Angela. Premiera odbyła się 9 maja 2016.
- Logan: Wolverine (2017) – ostatni film z Jackmanem w roli Wolverine’a. Jest osadzony w niedalekiej przyszłości i tylko w niewielkim stopniu nawiązuje do wcześniejszych filmów o X-Men.
- Deadpool 2 (2018) - sequel filmu z 2016
- X-Men: Mroczna Phoenix (2019) - kontynuacja X-Men: Apocalypse.
- Nowi mutanci (2020) - horror, który miał stanowić początek nowej serii filmów, lecz ostatecznie był ostatnim w Uniwersum X-Men

### Gry wideo
- Deadpool - gra z 2013 roku[20]